# Joanna Jędryka
Joanna Jędryka (sinh ngày 1 tháng 1 năm 1940) là một diễn viên điện ảnh và sân khấu người Ba Lan.

## Sự nghiệp
Joanna Jędryka tốt nghiệp Khoa Diễn xuất tại Trường Điện ảnh Quốc gia ở Łódź vào năm 1965.
Bà lần đầu ra mắt trước khán giả vào năm 1965. Jędryka tham gia biểu diễn tại nhiều sân khấu như: Nhà hát Stefan Jaracz ở Łódź (1965 - 1968), Nhà hát Ateneum ở Warsaw (1968 - 1980) và Nhà hát Kwadrat (1980 - 1988). Bà đóng vai chính trong nhiều bộ phim điện ảnh, phim truyền hình, kịch sân khấu, kịch trên đài phát thanh và phim quảng cáo.
Năm 1995, Joanna Jędryka được Nhà hát Đài phát thanh Ba Lan trao tặng giải thưởng Grand Splendor.